# Lagum
Lagum è un gruppo musicale brasiliano formatosi nel 2014. È attualmente costituito dai musicisti Pedro Calais, Otávio Cardoso, Francisco Jardim e Glauco Borges.

## Storia del gruppo
La formazione ha debuttato nel 2016 con l'album in studio Seja o que eu quiser, che non ha trovato particolar successo. Due anni dopo, in seguito agli esiti raggiunti dal singolo Deixa (doppio diamante in Brasile), hanno firmato un contratto con la divisione brasiliana della Sony Music. L'etichetta è stata responsabile per la produzione del secondo disco Coisas da geração, certificato platino dalla Pro-Música Brasil con più di 80 000 unità equivalenti. Il gruppo ha trionfato al Prêmio Multishow de Música Brasileira per la prima volta nel 2019, mentre la categoria di gruppo dell'anno è stata vinta per due occasioni consecutive a partire dal 2020.
Il terzo LP Memórias (De onde eu nunca fui) è stato reso disponibile nel dicembre 2021 e include la traccia di platino Ninguém me ensinou. Si tratta del loro primo progetto senza il batterista Tio Wilson, morto tre mesi prima a causa di un arresto cardiorespiratorio.
L'album dal vivo Lagum ao vivo (2023) è finito in lizza per il Latin Grammy al miglior album rock o alternative in lingua portoghese.

## Formazione
Attuale
- Pedro Calais – voce
- Otávio Cardoso – chitarra
- Francisco Jardim – basso
- Glauco Borges – chitarra

Ex componenti
- Tio Wilson – batteria (2014-2020)

## Discografia

### Album in studio
- 2016 – Seja o que eu quiser
- 2019 – Coisas da geração
- 2021 – Memórias (De onde eu nunca fui)
- 2023 – Depois do fim

### Album dal vivo
- 2023 – Lagum ao vivo

### Singoli
- 2017 – Deixa
- 2017 – A gente nunca conversou (Ei moça)
- 2017 – Telefone
- 2017 – Eu não valho nada (con KVSH e Samhara)
- 2018 – Não vou mentir
- 2018 – Samba
- 2018 – Bem melhor
- 2018 – Eu admito
- 2018 – Bem melhor
- 2018 – Telefone
- 2019 – Detesto despedidas
- 2019 – Chegou de manso
- 2019 – Andar sozinho (feat. Jão)
- 2019 – Oi
- 2020 – Hoje eu quero me perder
- 2020 – Será (con Iza)
- 2020 – Ninguém me ensinou
- 2020 – Musa do inverno
- 2021 – Eu e minhas paranoias
- 2021 – Eita menina (con L7nnon e Mart'nália)
- 2021 – Descobridor
- 2022 – Veja baby (con Marina Sena)
- 2022 – Eu te amo (con Bárbara Tinoco)
- 2022 – Caixa postal (con Anavitória)
- 2022 – Universo de coisas que eu desconheço (con Anavitória)
- 2023 – Olha bela
- 2023 – Fim
- 2023 – Céu rosé (con i Gilsons)
- 2023 – Canoa (con Kamaitachi)
- 2023 – Olha bela/Oi
- 2024 – Curva de ladeira
- 2025 – Meu esquema